# Hosszú-völgyi-patak (Pest vármegye)
A Hosszú-völgyi-patak a Börzsönyben ered, Kóspallag északi határában, Pest vármegyében, mintegy 400 méteres tengerszint feletti magasságban. A patak forrásától kezdve északnyugati irányban halad, majd Nagybörzsönynél éri el a Börzsöny-patakot.

## Part menti település
- Nagybörzsöny